# Lahti L-35
Lahti L-35 là loại súng ngắn bán tự động sử dụng cơ chế nạp đạn bằng độ giật được thiết kế bởi Aimo Lahti người Phần Lan và đưa vào chế tạo từ năm 1935 đến năm 1952. L-35 đã được thông qua bởi các lực lượng quân đội của Phần Lan vào năm 1939 và sử dụng cho đến những năm 1980 khi nó bắt đầu được thay thế bằng khẩu Browning BDA. L-35 là loại súng chuyên dùng cho vùng địa cực rất đáng tin khi sử dụng trong điều kiện nhiệt độ thấp vượt ngưỡng đóng băng, thiết kế của loại súng này khác với các loại súng khác vì có bộ phận gia tốc thoi nạp đạn để nó không bị kẹt khi bắn với các điều kiện môi trường khác nhau. Súng được thiết kế để tránh tình trạng bụi bẩn. Nó phát ra tiếng động khá nhỏ khi bắn cũng như độ giật tương đối thấp do một phần độ giật đã bị hấp thu qua hệ thống lùi nòng ngắn khi nạp đạn giúp nó bắn chính xác hơn. Loại súng này có một nhược điểm là chúng hơi nặng. Loại súng này được sản xuất hàng loạt bởi nhà máy vũ khí nhỏ tên Valtions Kivääritehdas đến năm 1958. Có khoảng 9000 khẩu đã được chế tạo.
Ngoài Phần Lan, Thụy Điển cũng sản xuất L-35 thông qua giấy phép chế tạo để sử dụng trong lực lượng quân đội Thụy Điển. Vapenfabrik Husqvarna đã tiến hành sản xuất loại súng này từ năm 1940 đến năm 1946 với một số thay đổi như có nòng dài hơn, không có bộ phận gia tốc thoi nạp đạn, vòng bảo vệ cò súng lớn hơn... Loại súng này được gọi là Pistol m/40 hay Husqvarna m/40 với 100.000 khẩu được chế tạo. Tuy nhiên do loại thép dùng để làm mẫu này có chất lượng khá kém nên các thoi nạp đạn của loại súng này bắt đầu bị nứt vào những năm 1980 nên đã bắt buộc phải thay thế chúng bằng các khẩu FN Model 1903.